# Legend Pareta
Legend Pareta (8 settembre 1996) è un calciatore cookese, di ruolo centrocampista.

## Carriera

### Club
Ha esordito con il Metro Auckland nel 2015.

### Nazionale
Ha esordito in Nazionale nel 2015 disputando tre partite di qualificazione al campionato mondiale di calcio 2018.

## Statistiche

### Cronologia presenze e reti in nazionale
| Cronologia completa delle presenze e delle reti in nazionale ― Isole Cook | Cronologia completa delle presenze e delle reti in nazionale ― Isole Cook | Cronologia completa delle presenze e delle reti in nazionale ― Isole Cook | Cronologia completa delle presenze e delle reti in nazionale ― Isole Cook | Cronologia completa delle presenze e delle reti in nazionale ― Isole Cook | Cronologia completa delle presenze e delle reti in nazionale ― Isole Cook | Cronologia completa delle presenze e delle reti in nazionale ― Isole Cook | Cronologia completa delle presenze e delle reti in nazionale ― Isole Cook |
| Data                                                                      | Città                                                                     | In casa                                                                   | Risultato                                                                 | Ospiti                                                                    | Competizione                                                              | Reti                                                                      | Note                                                                      |
| ------------------------------------------------------------------------- | ------------------------------------------------------------------------- | ------------------------------------------------------------------------- | ------------------------------------------------------------------------- | ------------------------------------------------------------------------- | ------------------------------------------------------------------------- | ------------------------------------------------------------------------- | ------------------------------------------------------------------------- |
| 31-8-2015                                                                 | Nukuʻalofa                                                                | Isole Cook                                                                | 3 – 0                                                                     | Tonga                                                                     | Qual. Mondiali 2018                                                       | -                                                                         | 46’                                                                       |
| 2-9-2015                                                                  | Nukuʻalofa                                                                | Isole Cook                                                                | 1 – 0                                                                     | Samoa                                                                     | Qual. Mondiali 2018                                                       | -                                                                         | 76’                                                                       |
| 4-9-2015                                                                  | Nukuʻalofa                                                                | Samoa Americane                                                           | 2 – 0                                                                     | Isole Cook                                                                | Qual. Mondiali 2018                                                       | -                                                                         | 46’                                                                       |
| Totale                                                                    |                                                                           | Presenze                                                                  | 3                                                                         |                                                                           | Reti                                                                      | 0                                                                         |                                                                           |